# Saxifraga stenophylla
Saxifraga stenophylla är en stenbräckeväxtart. Saxifraga stenophylla ingår i Bräckesläktet som ingår i familjen stenbräckeväxter.

## Underarter
Arten delas in i följande underarter:
- S. s. hoffmeisteri
- S. s. komarovii
- S. s. stenophylla